# Porte de Madrid
La porte de Madrid est une porte de Paris, en France, située dans le bois de Boulogne et rattachée au 16e arrondissement. 

## Situation et accès
La porte de Madrid est située à l'orée du bois de Boulogne et localisée à 400 m à l'est de la porte de Bagatelle et 250 m au sud de la porte Saint-James. Elle se situe à l'angle que forment le boulevard Richard-Wallace et le boulevard du Commandant-Charcot, au niveau du carrefour de la porte de Madrid, entre Paris et Neuilly-sur-Seine.
La porte de Madrid constitue un important accès au bois de Boulogne à partir de Neuilly-sur-Seine (route du Champ-d'Entraînement, allée de la Reine-Marguerite, route des Lacs-à-Madrid, avenue du Mahatma-Gandhi). Elle donne sur le parc de Bagatelle, ainsi que sur le lac du cercle du bois de Boulogne et de la mare Saint-James du bois.
La porte de Madrid n'a aucun accès aux voies du périphérique.

## Origine du nom
Le nom de « Madrid » donné à cette porte vient du fait qu'il existait autrefois à cet endroit le château de Madrid, appelé aussi château de Boulogne, résidence royale construite par François Ier et démolie en 1793.

## Historique

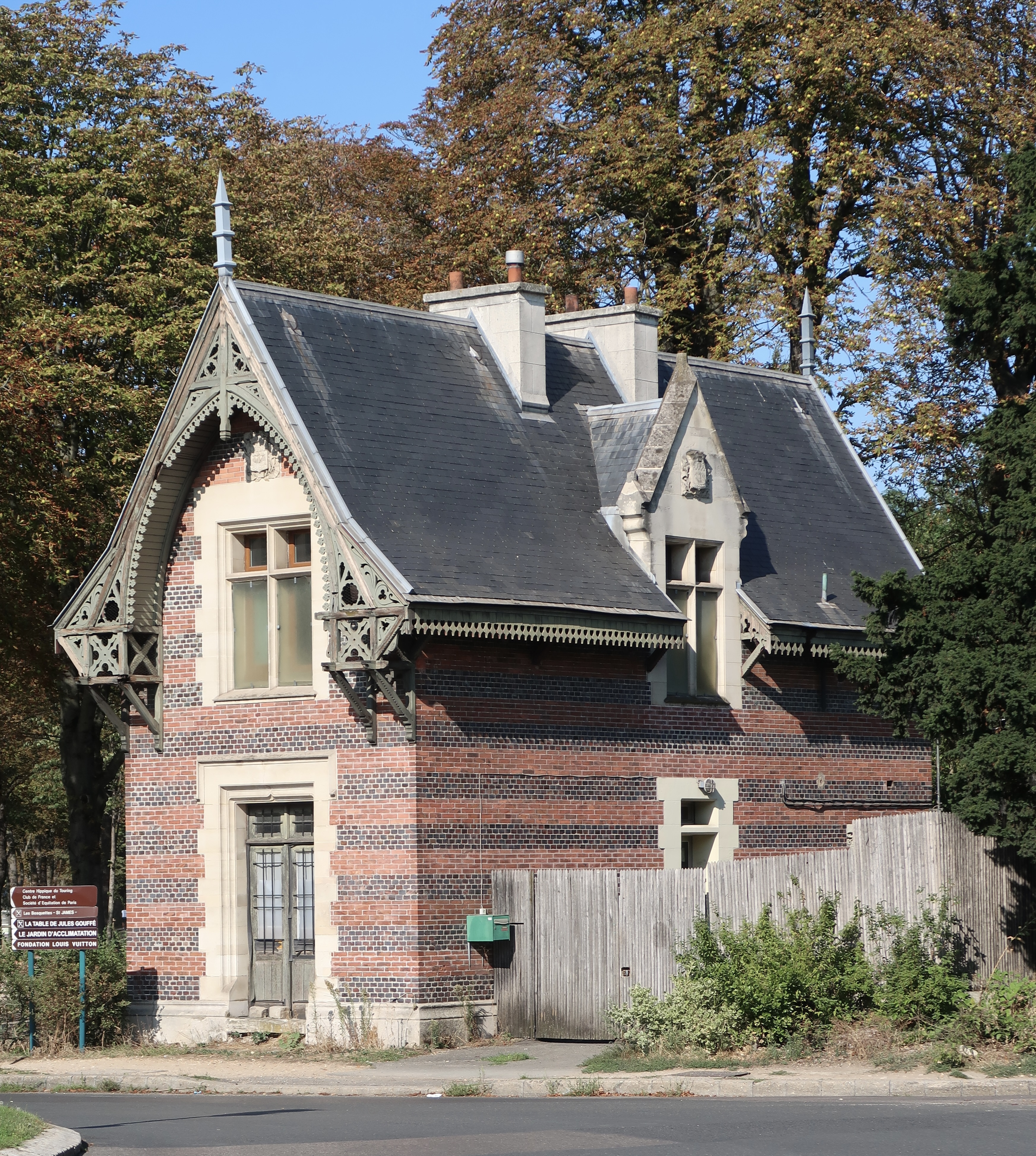
Ancien pavillon.

Étant l'une des portes d'entrée nord-ouest du bois, elle ne faisait pas partie de l'enceinte de Thiers.
S'y trouvent deux des anciens pavillons d'entrée du bois de Boulogne, créés par l'architecte Gabriel Davioud dans le cadre des travaux haussmanniens, sous lesquels a lieu le réaménagement du bois.